# Antoni Cursach i Truyol
Antoni Cursach i Truyol   (Ciutadella de Menorca, 1860 - Buenos Aires, 1953) fou un publicista, impressor i narrador menorquí.
De formació autodidacta, va posar en marxa una impremta a Ciutadella  on es publicà la revista satírica “Mestre Libori” (1886-87) i la novel·la històrica  Catalina: novela histórica (1886), molt deutora de Sor Àgueda Ametller de Miquel Eugeni Caimaris.
L’any 1888, va decidir emigrar a Amèrica, i el 1892 s'establí a Buenos Aires. En aquesta nova etapa, abandonà el conservadorisme catòlic que havia professat i adoptà una ideologia republicana i de caràcter maçònic. Retornà a la narrativa amb Zulema. Leyenda muslímica (1894), seguida per dues col·leccions d’històries marítimes amb pinzellades autobiogràfiques: Estrellas de mar (1905) i Ortigas de mar (1908). També és l'autor de La senyera dels pallars: alegoria montanyenca (Buenos Aires, 1927).
Va ser un destacat col·laborador de la premsa argentina i impulsor cultural de la comunitat menorquina a l’exili. Creà la impremta El Faro, des d’on publicà la revista mensual El Menorquín (1919-21), una publicació bilingüe que actuava com a pont cultural entre la colònia menorquina a Amèrica i la seva illa natal. Posteriorment, amb l’edició de l'Anuario Catalano-Balear : Mitología-Historia-Geografía-Artes-Letras-Demotismo; Efemérides hespéricas de enero a junio (Buenos Aires, 1929), també bilingüe, amplià la seva tasca d’enllaç cultural a tota la comunitat catalanoparlant.